# Векилов, Мамедрза ага
Мамедрза ага Мансур ага оглы Векилов (азерб. Məmmədrza ağa Mənsur ağa oğlu Vəkilov, 8 марта 1864 года, Салахлы, Казахский уезд — 30 декабря 1944 года, Баку) — азербайджанский врач и общественный деятель, один из первых организаторов здравоохранения в Азербайджане, организатор первой поликлинической службы в Баку, один из первых основателей амбулаторной помощи, первый полевой врач Баку, организатор бесплатных клиник в Баку, в 1900 году был избран действительным членом Закавказского медицинского общества. Член Парламента Азербайджанской Демократической Республики (1918). Входил во фракцию «Мусават и беспартийные».

## Биография
В 1876 году поступил в Тифлисскую классическую гимназию, окончив которую в 1887 году продолжил образование на медицинском факультете Императорского Харьковского университета. По окончании университета, в 1893 году вернулся на Кавказ и стал работать врачом в тифлисской Михайловской больнице.
В 1896 году получил назначение участковым врачом на строящейся Тифлисско-Карсской железной дороге (1895—1899), а в 1898 году — заведующим железнодорожной больницей. По окончании строительства дороги был переведён в Баку в медицинское учреждение того же ведомства.
В 1900 году Бакинская городская дума впервые утвердила должности «врача для бедных» . Врач, исполнявший эту обязанность, должен был быть полевым врачом и должен был оказывать бесплатную медицинскую помощь беднякам, проживающим в отведенном ему районе города. На эту должность также назначен Мамедрза Векилов. 12 мая 1900 г. избран действительным членом Закавказского медицинского общества.
После землетрясения в Шамахе в 1902 году он возглавил отряд врачей, посланных туда на помощь
С марта 1903 по 1908 год доктор М. Векилов работал заведующим 3-й городской бесплатной лечебницей, а с 1909 по 1918 — заведующим 1-й городской бесплатной лечебницей.
М. Векилов, около года работающий полевым врачом, неоднократно поднимал перед Бакинским городским медицинским обществом и Бакинской городской думой вопрос об открытии клиник . В начале 1902 года он представил в Бакинскую городскую думу проект под названием «Преобразования в организации внебольничного медицинского обслуживания в городе Баку» . Суть проекта заключалась в том, чтобы изменить как медицинскую структуру, так и устранить причины, способствующие распространению болезней. Поликлиники должны открываться в разных частях города, чтобы простые люди могли обращаться. После долгой борьбы он убедил и медицинское общество, и городскую думу, и сумел открыть под своим руководством 6 бесплатных клиник. Хотя изначально в этих клиниках работал всего 1 врач и несколько фельдшеров, для своего времени они пользовались огромным успехом.
Одну из таких поликлиник, Городскую поликлинику № 1 для бедных (ныне Городская поликлиника № 2), возглавляет лично сам Векилов. Он возглавлял эту клинику 20 лет. Жители города назвали поликлинику «Векиловская поликлиника» именно из-за этого. Уже в 1913 году в городе было 10 бесплатных лечебниц.
После резни 1905 года он был в составе делегации, направленной на мирную конференцию, состоявшуюся в Тифлисе в 1906 году для прекращения армяно-мусульманских погромов по инициативе графа И. И. Воронцова-Дашкова, наместника Кавказа.
С 1905 по 1915 год он избирался в Бакинскую городскую думу, где входил в состав школьной комиссии и медико-санитарной комиссии при городском совете, общества бакинских городских врачей.
20 января 1907 года Мамедрза Векилов вместе со своим братом Мехди ага Векиловым открыл первую на Южном Кавказе русско-мусульманскую сельскую школу для женщин в их родном селе Салахлы. Братья Векиловы взяли на себя содержание и расходы школы.
В 1914-17 член постоянной комиссии по нефтяным работам при городском начальнике. 10 февраля 1918 года избран депутатом Закавказского сейма.

### Во времена АДР
В 1918 году был избран депутатом парламента Азербайджанской Демократической Республики, входил во фракцию «Мусават» и беспартийные .
Для урегулирования вопросов с соседней Республикой Армения 9 декабря 1919 года решением Государственного Комитета Обороны Мамедрза ага Векилов был избран правительством Азербайджана представлять страну вместе с Фатали Ханом Хойским и Мамед-Гасаном Гаджинским. Азербайджано-армянская конференция начала работу в Баку 14 декабря 1919 года.

### После советизации
После Гянджинского восстания 15-16 июня 1920 года был арестован, но за отсутствием достаточных улик для ареста был отпущен. В 1924 году был освобожден от занимаемой должности и до конца жизни работал полевым врачом в той же клинике.
В 1922 году участвовал в комиссии, определявшей азербайджано-грузинскую границу. По настоянию М. Векилова и Мамай-бека Шихлинского государственная граница со станции Пойлу была перенесена за станцию Беюк-Касик.
В 20-х числах октября 1937 года Мамедрза-ага Векилов был арестован. В обвинительном заключении ему вменялась контрреволюционная деятельность. На допросах он не отрицал своих родственных связей как с находящимися в политической эмиграции лидерами АДР — Мустафа-беком Векиловым, Алимардан-беком Топчибашевым, братьями Панахом и Махмудом Векиловыми, так и с родственниками, жертвами политических репрессий 20-30-х годов. Кроме того, он не отрицал своей деятельности во времена Азербайджанской Республики и своего знакомства с Расулзаде. Находился в заключении до апреля 1938 года — его выпустили, так как не нашли достаточных улик для обвинительного приговора.
Мамедрза-ага Векилов скончался 30 декабря 1944 года в Баку.

## Семья
Его отец Мансур-ага Векилов был офицером царской армии и был награжден орденом «Святой Анны».
Его сын Фахри Векилов (1916—1987), министр здравоохранения Азербайджанской ССР (1963—1970). Избирался депутатом Верховного Совета Азербайджанской ССР.
Мустафа-бек Векилов, член парламента Азербайджанской Демократической Республики и министр внутренних дел Азербайджанской Демократической Республики, является племянником Мамедрзы аги Векилова.